# Лоба (Костанайская область)
Лоба (каз. Лоба) — село в Мендыкаринском районе Костанайской области Казахстана. Входит в состав Краснопресненского сельского округа. Код КАТО — 395647300.

## География
На западе села находит озеро Лоба, а на востоке Улькенколь, в 1 км к северо-востоку — Тутуколь.

## Население
В 1999 году население села составляло 234 человека (131 мужчина и 103 женщины). По данным переписи 2009 года, в селе проживало 135 человек (72 мужчины и 63 женщины). По данным переписи 2021 года, в селе проживало 73 человека (46 мужчин и 27 женщин).